# 西蒙·玻利瓦尔·巴克纳
西蒙·玻利瓦尔·巴克纳（英語：Simon Bolivar Buckner，1823年4月1日—1914年1月8日）是美国军人、政治家，曾加入美国陆军参加美墨战争，在南北战争期间为美利坚联盟国效力，之后还当上肯塔基州第30任州长。
从西点军校毕业后，巴克纳得以留校任教。美墨战争爆发后，他离开军校赶赴前线，参加了多场重大战役并因表现英勇获得褒奖。1855年，巴克纳退伍前往芝加哥，管理自己岳父的房产。1857年返回肯塔基州后，他于1861年获州长比利亚·麦高芬任命成为民兵指挥官。内战爆发后，肯塔基州宣布保持中立，巴克纳对州民兵部队加以强化，试图保卫这种中立性，但很快就因州委员会的不信任而辞职。巴克纳起初回绝了北军的任命，但在肯塔基州的中立被破坏后加入了邦联陆军。1862年，他在多纳尔森堡战役中接受了尤利西斯·格兰特“无条件投降”的命令，成为内战中首位与部队一起投降的邦联将军。巴克纳在内战接近尾声时还参加了布拉克斯顿·布拉格领导的入侵肯塔基军事行动，这场行动以失败告终，之后他成为埃德蒙·柯比·史密斯在跨密西西比部的参谋长。
战争结束后，巴克纳开始在政坛上活跃起来，于1887年第二度参选肯塔基州州长并成功当选。他的任期长期受到该州东部暴力争斗的困扰，其中包括哈特菲尔德-麦考伊夙怨和罗恩县战争。并且绰号“诚实迪克”的州财务官詹姆斯·威廉·塔特从州国库中盗取25万美元潜逃这一丑闻也令他所领导的行政部门声誉大受打击。身为州长的巴克纳以经常行使否决权闻名，单1888年立法会议期间行使的次数就超过之前十任州长总和。1895年，他参选联邦参议员，但没有成功。一年后，他加入了民主党中支持金本位、反对自由铸造银币的国家民主党派系，并且是该派系在1896大选中的副总统候选人，但和总统候选人约翰·M·帕尔默（John M. Palmer）在初选中只获得了1%的选票支持，此后再也没有参加公职竞选。1914年1月8日，西蒙·玻利瓦尔·巴克纳因尿毒症酸中毒去世，终年90岁。

## 早年生活
西蒙··巴克纳生于肯塔基州曼福德维尔附近的家族庄园格伦莉莉，他的父母分别叫艾利特·哈兹维尔·巴克纳（Aylett Hartswell Buckner）和伊丽莎白·安·巴克纳（Elizabeth Ann Buckner），莫尔黑德则是母亲的娘家姓，西蒙是两人的第三个孩子，也是第二个儿子:4。父母是以“当时正处于权力高峰的南美军人和政治家西蒙·玻利瓦尔”来给自己的孩子取名:5。西蒙一直到9岁才开始上学，就读曼福德维尔一所私立学校:6。这一期间他最亲密的朋友是托马斯·J·伍德（Thomas J. Wood），后者之后将成为北軍将军，两人将在内战期间的佩里维尔战役和奇卡莫加战役中成为对手:96-97。西蒙的父亲是钢铁工人，但哈特县没有足够的木材来维持炼铁炉的需要:7，全家因此于1838年迁居穆伦贝尔格县南部，并在此开办了一间炼铁厂:7。西蒙在格林维尔的学校就读，之后又进入霍普金斯的基督教县神学院:9。
1840年7月1日，巴克纳进入西点军校:119。1844年，他在全班25位学员中以第11名毕业，成为美国第2步兵团少尉:119:151-152。巴克纳获派到安大略湖的萨基茨港（Sackets Harbor）驻防，一直到1845年8月28日再返回西点军校担任地理学、历史和伦理学助理教授:15, 24:139。

## 参加美墨战争
1846年5月，巴克纳辞去教学职务加入美国第6步兵团参加美墨战争。起初他的职责主要是招募士兵并将其送至德克萨斯州边境。1846年11月，巴克纳获命加入所屬连参与实战，在蒙克洛瓦和帕拉斯（Parras）的中途和连队汇合，连队再在萨尔蒂约与约翰·E·伍尔（John E. Wool）会合。1847年1月，巴克纳奉命与威廉·J·沃斯（William J. Worth）的师前往韦拉克鲁斯。正当温菲尔德·斯科特少将被围困在韦拉克鲁斯时，巴克纳所在部队也在附近一个名叫阿玛佐克（Amazoque）的小镇与数千名墨西哥骑兵交战。:16–17
1847年8月8日，巴克纳成为第6步兵团的军需官。此后不久，他参与了圣安东尼奥战役和楚鲁巴斯科之战，并在后一场战斗中受了轻伤。巴克纳因在楚鲁巴斯科之战和孔特雷拉斯之战表现英勇而获提升为中尉，但他谢绝了这一晋升，这部分是因为报告中存在错误，他并没有参加楚鲁巴斯科的战斗，当时正在圣安东尼奥参战。之后，上级又重新以巴克纳在楚鲁巴斯科之战中的表现加衔他同一军衔。:17
巴克纳因在莫林罗·德·雷伊之战中表现英勇而又一次获得晋升，获加衔为上尉。他还先后参与了查普尔特佩克之战、贝伦门战役和墨西哥城攻坚战。战争结束时，美国人已把服役從军當成一种职业，因此他们也有时间参与休闲活动。巴克纳加入了阿兹特克俱乐部，于1848年参加了对墨西哥城东南方向波波卡特佩特火山的一次成功探险活动:17–19。他还有幸得以在占领墨西哥城期间最后一次降下美国国旗:139。

## 战间期
战争结束后，巴克纳接受母校邀请，回到西点軍校教授步兵战术:20。但仅过了一年，他就辞职来对学校的教堂强制出席政策表示抗议:22。离开学校的巴克纳获分配到哥伦布堡从事招募工作:23。
1850年，巴克纳与玛丽·简·金斯伯里在她姑姑位于康涅狄格州新伦敦县小镇老莱姆（Old Lyme）的家中结婚。婚后不久，他就被派到明尼苏达州斯内林堡（Fort Snelling），之后又转至阿肯色河岸的阿特金森堡（Fort Atkinson，这里之后成为堪萨斯州领土）。1851年12月31日，他获得中尉军衔，然后又于1852年11月3日晋升为美国第6步兵团驻纽约的军粮供应部门上尉:139。此前他获得的这些军衔都属于加衔。巴克纳因与印第安人进行公平交易而获得了良好的声誉，奥格拉拉拉科塔人部落称他青年酋长，部落首领黄色的熊（Yellow Bear）除巴克纳外拒绝与任何人缔结条约。:25-29
离开军队前，巴克纳对西点军校同学、美墨战争老友尤利西斯·格兰特上尉伸出援手，为他住在纽约酒店支付费用直到俄亥俄州汇来款项，让格兰特有钱回家为止。1855年3月26日，巴克纳辞去军中职务，与在芝加哥拥有大量房产的岳父一起工作。1856年岳父去世，巴克纳搬到芝加哥管理遗产。:34-37
巴克纳仍然对军旅生活存在兴趣，他以少校身份加入了库克县的伊利诺伊州民兵。1857年4月3日，伊利诺伊州州长威廉·亨利·比塞尔（William Henry Bissell）任命巴克纳为民兵指挥官，不过他在同年10月就辞去了这一职务。山地草场屠杀事件发生后，伊利诺伊州组织了一个志愿军团准备应对可能与摩尔门教之间发生的冲突。巴克纳获派担任指挥官并提升至上校军衔。他接受了这一职务，但也估计部队不会参与实战。事实证明他的推断是正确的，美国联邦政府与摩尔门教领导通过谈判缓和了双边的紧张关系。:38
1857年末，巴克纳一家返回肯塔基州并定居路易斯维尔。他的女儿莉莉在1858年3月7日出生。这年晚些时候，路易斯维尔组建了一个名为公民卫队的民兵组织，巴克纳成为队长。他担任这一职务直到卫队于1860年合并到肯塔基州国民警卫队第二团时止:41-43。同年他还成为肯塔基州督察长:139。

## 南北战争
1861年，肯塔基州州长比利亚·麦高芬（Beriah Magoffin）任命巴克纳担任民兵指挥官，并把他提升至少将军衔，还给予他修改州内民兵法律的权力。南北战争爆发后，肯塔基州在支持北方联邦还是南方邦联上左右为难，州议会支持联邦，而州长则支持邦联，这种矛盾令该州宣布在战争中保持中立。巴克纳组建成了61个连来捍卫肯塔基州的中立立场。
掌握民兵控制权的州委员会认为部队偏向于支持分裂国家，因此下令将其武器收缴存放:78。1861年7月20日，巴克纳宣布州委员会的所做所为让自己无法行使职责，因此选择辞去自己在州民兵部队中的职务:78。这年8月，北军陆军总司令温菲尔德·斯科特和战争部长西蒙·卡梅伦（Simon Cameron）先后邀请巴克纳加入北军并可获准将军衔，其中战争部长的邀请还是来自亚伯拉罕·林肯亲自下达的命令，但巴克纳均选择了谢绝:120:140。此后邦联陆军的列奥尼达斯·波尔克（Leonidas Polk）占领肯塔基州哥伦布，破坏了该州的中立性，巴克纳也在1861年9月4日与之前许多州民兵部下一起加入邦联陆军，成为准将:151-152:37。路易斯维尔的联邦官员为此指控他犯下了叛国罪并因此没收了他的财产。巴克纳之前还因担心夫人在芝加哥的财产也会因类似原因遭没收，所以提前将其过户给了自己的小舅子:140。他成为威廉·J·哈迪（William J. Hardee）准将统领的中肯塔基集团军里的一位师长，驻扎在肯塔基州的鲍灵格林:38。

### 多纳尔森堡
1862年2月，北军准将尤利西斯·格兰特夺得位于田纳西河上的亨利堡，然后开始向附近坎伯兰河上的多纳尔森堡进军。西线战区总司令阿尔伯特·西德尼·约翰斯顿（Albert Sidney Johnston）上将派巴克纳等4名准将一起防守该堡。部队总指挥约翰·B·弗洛伊德（John B. Floyd）是位有影响力的政治家，但在军事上才刚刚入门，巴克纳的另外两位准将同僚分别是吉迪恩·J·皮罗（Gideon J. Pillow）和布什罗德·约翰逊（Bushrod Johnson）。:133-135
多纳尔森堡和附近小镇多佛尔（Dover）经挖筑的壕沟包围起来，巴克纳的部队负责防守邦联的右翼。2月14日，邦联的几位将军认为他们将无法保住阵地，因此计划突围，希望能到达如今的纳什维尔地区与约翰斯顿的大军汇合。次日黎明，皮罗对格兰特的军队右翼发起强大攻势，令其后退了2到3公里。巴克纳对自己部队的胜算缺乏信心，他与皮罗的关系也不好，因此在两个多小时里都没有对进攻提供支援，格兰特的部队因此得以派出增援，重组战线。虽然有巴克纳的延迟，但邦联军队还是成功地为被围困的堡垒打开了一条逃生之路，然而，弗洛伊德和皮德却下命部队返回各自的战壕，令一天的战斗努力付诸东流。:191-217:121-123
当天晚上，几位将军召开会议，弗洛伊德和皮德表示对这天的战事感到满意，但巴克纳让他们确信，自己要在格兰特正获得稳定增援的大军之下守住阵地或是成功逃脱都是不现实的，会议由此笼罩在失败的悲观气氛中。弗洛伊德将军担心自己一旦被北军俘虏就会以叛国罪受审，所以希望巴克纳能在大部队投降前给自己争取充分时间，让他带领部分弗吉尼亚兵团成功逃脱。巴克纳同意后，弗洛伊德提出将指挥权移交下属皮罗，但皮罗马上就拒绝了任命并把指挥权转给巴克纳，后者将独自留守，与大军一起投降。最终皮罗、弗洛伊德以及骑兵队统帅内森·贝德福德·福雷斯特（Nathan Bedford Forrest）上校均成功逃脱。:238-249:123-124
次日早上，巴克纳向北军派去使者，请求停战并召开专员会议商定投降条件:164。考虑到之前曾对一贫如洗的格兰特予以无私资助，他可能一直期望后者可以提出相对宽松的条件，但格兰特的回复简短而生硬：“只接受无条件立即投降。我建议你立即采取行动”:165-166。对此巴克纳回复：
先生：我所指挥部队的分布，指挥官的意外变化，以及您统领的压倒性兵力，迫使我在昨天邦联辉煌的胜利之下仍然只能接受您所提出的这些吝啬且缺乏风度的条款。:257
不过，这些文字中的不平只是表面性的，巴克纳在格兰特前来接受投降时仍然予以老友热情的迎接。他们谈笑风生，聊起在墨西哥共度的时光，以及皮罗将军的无能。格兰特主动提议借钱给巴克纳，帮助他度过之后的牢狱时光，但后者谢绝了。这次投降对巴克纳本人来说是一场屈辱，对于邦联也是一次战略性的失败，共计损失了超过1.2万名军人和大部分装备，还失去了对坎伯兰河的控制权，导致纳什维尔必须进行撤退:262-267。

### 入侵肯塔基州
身为北军战俘的巴克纳被关押在波士顿的沃伦堡，肯塔基州联邦参议员加勒特·戴维斯（Garrett Davis）试图以叛国罪起诉巴克纳，但没有成功。1862年8月15日，已经靠写诗度过5个月单独监禁的巴克纳通过交换战俘获释，邦联释放的是北军准将乔治·A·麦考尔（George A. McCall）:152:140。次日，他获提升为少将:192，奉命前往田纳西州查塔努加加入布拉克斯顿·布拉格领导的密西西比集团军:194:140。
巴克纳与布拉格汇合数天后，布拉格和埃德蒙·柯比·史密斯（Edmund Kirby Smith）少将展开入侵肯塔基州的军事行动。布拉格向北推进的第一站是巴克纳的故乡曼福德维尔，无论是保持路易斯维尔的通讯畅通，还是南下前往鲍灵格林和纳什维尔，这个小镇都是北军的重要据点，由约翰·T·怀尔德（John T. Wilder）率领小股兵力把守。虽然兵力差距悬殊，但怀尔德却在9月12和14日两度拒绝请降，一直到17日他才认识到自己所处的困境，要求布拉格证实自己的确拥有其声称的兵力。怀尔德同意蒙上自己的眼睛让人带去面见巴克纳，这一举动可谓非同寻常。两人见面后，他告诉巴克纳自己没有军事经验，所以想要请教对方的意见。巴克纳对此受宠若惊，他向怀尔德展示了邦联军队的兵力和位置，数量上几乎达到怀尔德手下的5倍。怀尔德意识到大势已去，因此告诉巴克纳自己打算投降。他之后还表示，其他的任何选择都“无异于蓄意谋杀”。:194-202:70:229-230:14-15
布拉德的部队继续北上到达巴兹敦，并在此休息，并且补充物资、招募人员。与此同时，州内北军主力、由唐·卡洛斯·比尔（Don Carlos Buell）少将率领的俄亥俄集团军开始朝路易斯维尔进发。布拉格离开自己的部队前往法兰克福与科比·史密斯汇合，并在此参加邦联州长理查德·霍伊斯于10月4日举行的就职典礼。布克纳从军事角度反对这一做法，但他还是出席了典礼，并向人群发表讲话，告诉他们南方邦联对肯塔基州的承诺。就职典礼受到逐渐逼近北军炮火声的干扰，计划在当晚举行的舞会也予以取消。:129:200

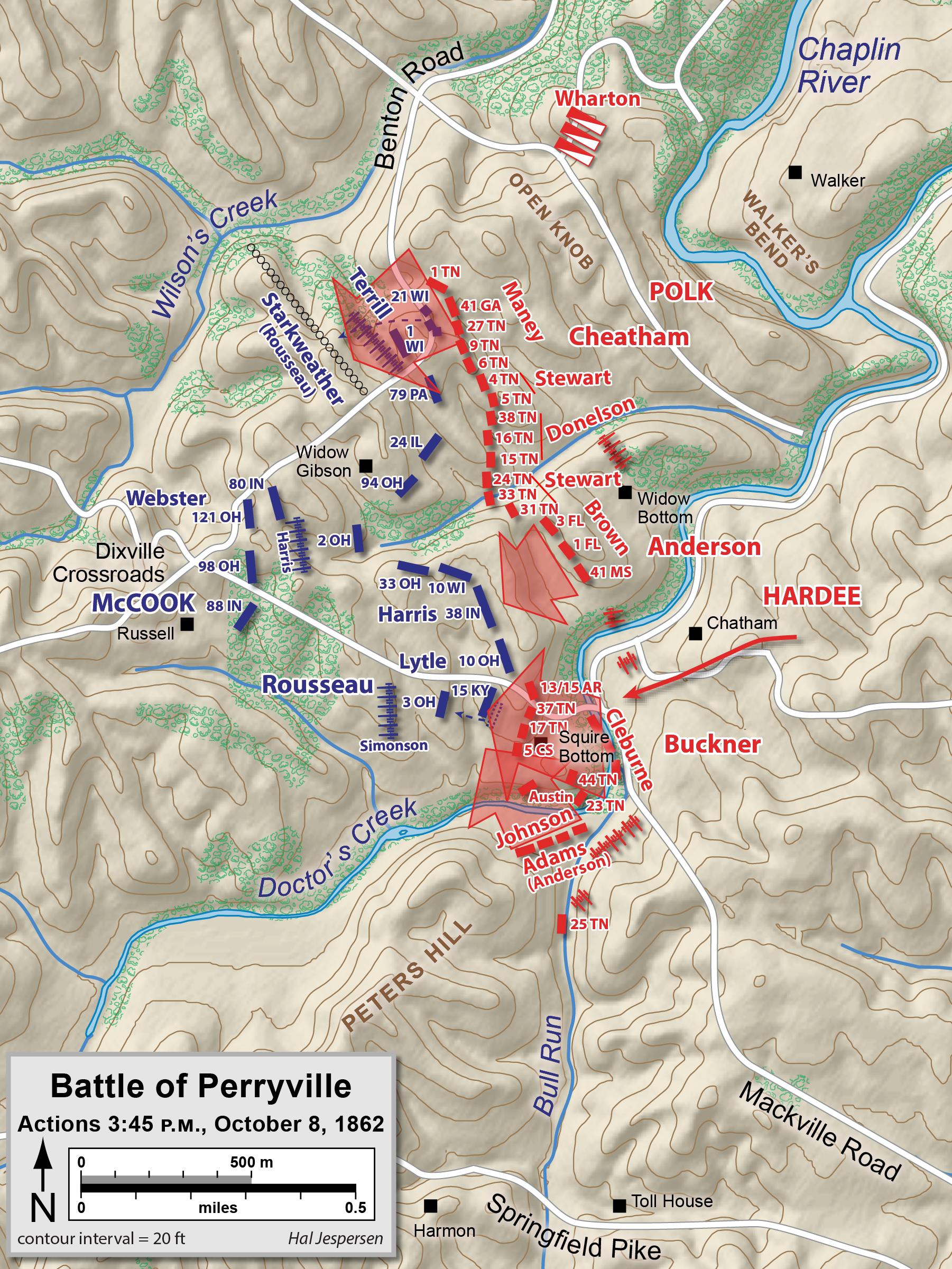
佩里维尔之战：巴克纳统领部队的行动（下午15点45分左右）
南军
北军

巴克纳根据从比尔军中一名间谍处获得的情报告知布拉格，比尔的大军正位于距路易斯维尔16公里外的小镇马克威尔，建议布拉格不要坐等对手杀上门来，而是主动出击马克威尔，但布拉德拒绝了这个提议。巴克纳又请列奥尼达斯·波尔克向布拉格建议，在佩里维尔向北军展开进攻，但布拉德再一次表示拒绝。最终，布拉德尚未与科比·史密斯手下汇合的部队于1862年10月8日开始和亚历山大·麦库克（Alexander McCook）统领的先头部队交战，拉开了佩里维尔战役的帷幕。巴克纳的部队在这一战中听从哈迪将军指挥，在邦联军队中路取得显著突破，并且哈迪、波尔克和布拉格都在报告中称颂了巴克纳的努力。但是，他的英勇仍然是徒劳的，佩里维尔战役对双方都构成了很大损失，在战术上只能算平局，布拉格也为此被迫后撤并放弃入侵肯塔基的计划。此后，巴克纳与另外几位将军都曾在公开场合谴责布拉格在这次军事行动中的表现。:204-208:219-228, 339:264-267:258-261

### 内战后期
佩里维尔战役结束后，巴克纳调任墨西哥湾区指挥官，强化阿拉巴马州莫比尔的防御:151-152。他在此一直待到1863年4月再接掌东田纳西集团军:213，于1863年5月11日到达诺克斯维尔，次日接过指挥权:216:152。之后不久，他的部队转为田纳西部的一部分，由布拉格将军指挥，成为田纳西陆军第三集团军:220:140:149。
8月下旬，北军少将安布罗斯·伯恩赛德（Ambrose Burnside）逼近巴克纳在诺克斯维尔的据点。他请求布拉格从查塔努加派兵支援，但布拉格这时也正受到威廉·罗斯克兰斯（William Rosecrans）大军压境的威胁，无法抽出兵力援助。布拉格下令巴克纳后撤至海沃西河（Hiwassee River），部队之后又从这里转移到布拉格位于乔治亚州灵戈尔德（Ringgold）的补给基地，再先后前往拉斐特（Lafayette）和奇克莫加（Chickamauga）。布拉格也被迫撤出查塔努加，并在奇克莫加与巴克纳汇合。9月19至20日，邦联军队发动进攻并取得奇卡莫加战役的胜利。巴克纳的部队参与了这两天的战斗，并且第二天还在詹姆斯·隆史崔特中将的指挥下对北军战线取得重大突破。:226-231:454-462:201-234:89, 93–94
奇卡莫加战役后，罗斯克兰斯率领坎伯兰集团军撤退至查塔努加设防。布拉格对查塔努加展开围困，但效果并不理想，并且北军还得到了尤利西斯·格兰特的增援，同时脆弱的补给线也重新开放，这都导致布拉格不愿意再采取任何进一步行动:129-168。布拉格包括巴克纳在内的多名属下都主张解除布拉格的指挥权。历史学家托马斯··康纳利（Thomas L. Connelly）认为，众将军写给邦联总统杰佛逊·戴维斯的那封反对布拉格的信就是出自巴克纳之手:239。布拉格则通过削减巴克纳的指挥权，废除东田纳西部来还以颜色。:140-141:252-253
巴克纳在奇卡莫加战役后获得医疗假期前往弗吉尼亚州，在当地从事日常工作并恢复体力。他的部队在没有他指挥的情况下被派去支援隆史崔特，参加诺克斯维尔战役，而布拉格余下的兵力则在查塔努加战役中被击败。隆史崔特的部下之后受到在诺克斯维尔作战期间表现欠佳的指控，巴克纳则成为拉法叶·麦克罗斯少将军事法庭的一员:141。1864年2月，巴克纳短暂成为约翰·贝尔·胡德所统领师的指挥官；3月8日，他又成为重新建立的东田纳西部指挥官:241-249:141。与其前身相比，新的东田纳西部只是个空壳，规模不到原有三分之一，装备落后，根本无力开展进攻:250。这段时间巴克纳对邦联几乎没有任何用处，到了4月28日，他奉命加入埃德蒙·柯比·史密斯的跨密西西比部:252:141。
巴克纳向西行进的过程非常困难，他于初夏到达跨密西西比部，之后于8月4日起执掌西路易斯安那区。史密斯在巴克纳到达自己位于路易斯安那州什里夫波特的总部后不久就开始申请提升后者的军衔:256:141。9月20日，巴克纳晋升为中将:152:141，史密斯安排巴克纳在敌方防线后方销售自己部内生产的棉花，这是一项至关重要并且非常困难的任务:262。
1865年，罗伯特·李将军投降的消息传来，成群结队的邦联士兵开了小差。4月19日，史密斯将阿肯色区和西路易斯安那区合并并交给巴克纳指挥。5月9日，史密斯任命巴克纳担任自己的参谋长。无论北方还是南方阵营都开始有传言称史密斯和巴克纳不会投降，他们将带领仍然忠于邦联的官兵一起后撤到墨西哥。史密斯曾一度跨越格兰德河，然后得知巴克纳已于5月26日到达新奥尔良开始谈判投降条件:265–270:141。他曾指示巴克纳把所有部队带到德克萨斯州的休斯敦。
巴克纳之前曾在田纳西州的多纳尔森堡成为首位带领部队投降的邦联将军，到了新奥尔良，他又成了最后一位。6月2日，史密斯表态同意，投降也正式生效。斯坦德·瓦蒂（Stand Watie）准将于1865年6月23日带领邦联最后的残余兵力投降，是唯一坚持得比巴克纳更久的军官，但他的军衔是准将，还不属于将军。
巴克纳投降的条件如下：
1. “双方军队的所有敌对行为从即日起终止。”
2. 所有官兵将获“假释直至正式交换（战俘）”。
3. 所有邦联财产均需上缴联邦。
4. 全体官兵均可回家。
5. 投降后财产的上缴不包括军官和士兵的佩枪、私人马匹和包袱。
6. 所有自行返回，追求和平的人士都可以放心地恢复自己以往的业余爱好......[18]:226

## 战后生活
1865年6月9日，巴克纳在什里夫波特获得假释，条件是今后三年不得返回肯塔基州。他留在新奥尔良，与《新月日报》（Daily Crescent）的职员一起工作，开始创业并成为一家火灾保险公司的董事会成员，于1867年成为董事会主席:282:151-152。他的夫人和女儿于1866和1867两度前来与他团聚，但由于当地每当夏季就会开始流行霍乱和黄热病，巴克纳两次都把她们送回了肯塔基州:281。
1868年，三年限制期满，巴克纳返回肯塔基州并成为《路易斯维尔信使日报》（Louisville Courier-Journal）主编:151-152。与大部分前邦联官员一样，他向联邦国会呈请恢复自己由联邦宪法第十四条修正案保障的公民权利。他通过诉讼收回了原有的大部分财产，还依靠精明的生意头脑重新获得了自己的大部分财富。
1874年1月5日，巴克纳的夫人在受肺结核折磨5年后撒手人寰。巴克纳继续在路易斯维尔生活，直到1877年再与女儿莉莉一起回到曼福德维尔的家族庄园格伦莉莉。他的姐夫同样于不久前去世，姐姐也在1877年回到格伦莉莉。之后6年的时间里，三人都住在这里，并对战争期间及之后无人打理的房子进行修复。1883年6月14日，莉莉·巴克纳与莫里斯··贝尔纳普（Morris B. Belknap）成婚并定居路易斯维尔。同年10月，巴克纳的姐姐去世，留下他孤身一人。:313-322

## 从政生涯
巴克纳一直对从政有浓厚兴趣，朋友们也从1867年起就敦促他参选州长，这时他都还因投降的条件限制而留在路易斯安那州。巴克纳无意违反这些条件，所以告诉朋友，如果已经提出考虑他参选的建议，就请暂且收回。他是1868年民主党全国大会的代表，这次会议提名了霍拉肖·西摩竞选总统:297。巴克纳认为乔治·H·彭德尔顿（George H. Pendleton）是更为理想的人选，但他还是在竞选期间忠实地支持党派候选人:298, 318。
1883年，巴克纳成为民主党肯塔基州州长候选人:213。另外几位较有影响力的候选人包括在任联邦众议员托马斯·劳伦斯·琼斯（Thomas Laurens Jones）、前联邦众议员·普罗克特·诺特和路易斯维尔市长查尔斯·唐纳德·雅各布（Charles Donald Jacob）:213。巴克纳在前6轮投票中一直排在第三位，但在第7轮投票开始前退出了竞争:319:213。来自奥斯利县的代表开始转而支持诺特，引发的一波倒戈令琼斯也选择了退出，诺特因此在一致同意下获得提名:213，他之后也成功在普选中胜出，并在1884年任命巴克纳担任肯塔基农业和机械学院（之后的肯塔基大学）校董会成员:322-323。巴克纳还在1884年的州民主党大会上担任代表资格审查委员会成员:323。
1885年6月10日，巴克纳迎娶了弗吉尼亚州里士满的迪莉娅·克莱尔伯恩:324，这年他62岁，克莱尔伯恩才28岁:323。两人的儿子小西蒙·玻利瓦尔·巴克纳于1886年7月18日出世:332。

### 肯塔基州州长

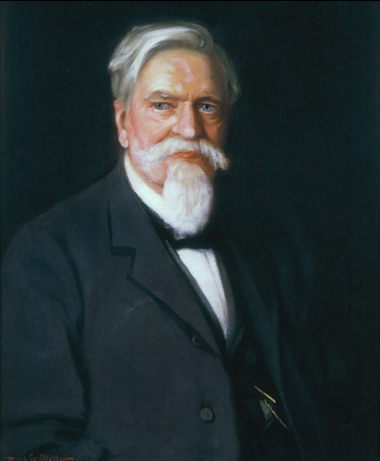
西蒙·玻利瓦尔·巴克纳州长

巴克纳在1887年肯塔基州民主党大会获与会代表一致推举成为该党的州长候选人。一周后，共和党人选择了威廉·奥康奈尔·布拉德利应战。禁酒党和工会劳工党也分别提名了候选人。选举的正式结果中，巴克纳比布拉德利要多1万6797票。:336-344
巴克纳提议了多项渐进改革措施，其中大部分都遭州议会否决。得到通过的建议包括建立州税收平衡委员会，建立罪犯假释制度，编纂学校法律等。未得通过的提议则包括建立司法部、对教育提供更大的地方性支持以及更好地保护森林等。:120-121
巴克纳担任州长期间的大部分时间都花在试图制止该州东部的暴力活动上。罗恩县战争在他就职后不久升级到了民间自行执法的程度，该县居民组织成帮派，杀死了仇隙双方的多位领袖人物。虽然这些做法已经基本上结束了双方的仇杀，但相应的暴力行为是如此严重，以至于巴克纳任命的民兵指挥官向肯塔基州议会建议直接解散罗恩县，只是当时州议会并未采取行动。1888年，肯塔基州的一个帮派进入西弗吉尼亚州，杀死了哈特菲尔德-麦考伊夙怨中哈特菲尔德家族的一位领导者。这导致巴克纳和西弗吉尼亚州州长伊曼纽尔·威利斯·威尔逊（Emanuel Willis Wilson）之间出现政治冲突，威尔逊指责这是一起非法的突然袭击。案件在联邦法院做出裁决，法院认为巴克纳与此事没有任何关联。到了巴克纳任职后期，哈伦县、莱彻县、佩里县、诺特县和布雷萨特县都爆发了世仇争斗。:348-355, 367
1888年，巴克纳下令对已多年未经审计过的州财政状况进行一次例行审计。结果发现已长期担任州财务官，绰号“诚实迪克”（Honest Dick）的州财务官詹姆斯·威廉·塔特（James William Tate）自1872年起就开始侵吞公款。并且塔特还为了逃脱追责而从从州国库中盗取了25万美元潜逃，之后始终下落不明:358。州议会立即开始展开针对塔特的弹劾听证，并通过缺席审判将其定罪，解除了他的职务:358。州审计员费耶特·休伊特（Fayette Hewitt）因没有尽到职责而受到议会谴责，但没有因塔特的窃取公款和外逃受到牵连:355。
1888年立法会议期间，州议会一共通过了1571条法案，创下该州任何立法会议的新纪录。不过这些法案中只有150项属一般性质，其它的都与特殊利益有关，如议员或其选区的私人利益等。巴克纳对其中60项特殊利益法案行使了否决权，这个数字超过之前十届州长的总和。所有的否决中只有一项之后被州议会推翻。巴克纳通过行使否决权明确表明了自己对特殊利益法案的态度，但1890年立法会议期间，州议会通过的特殊利益法案比1888年还要多300项，巴克纳又否决了其中50项。他否决特殊利益法案的名声令当时全美规模最大的斧头制造工厂凯利斧头厂为他举办了一次“否决短斧”（Veto Hatchet）的仪式。:360-361, 374-375
1890年，州议会推翻巴克纳的否决，通过了一项减税法案，导致州国库油尽灯枯，州长选择从自己的财产中借钱给州政府维持运作，直到税收得到补充。这年晚些时候，他获选成为州制宪会议的代表。他在会议上试图扩大州长的任命权，并对获得盈利的教堂、俱乐部和学校征税，但都没有成功:121。

### 晚年生活
卸任州长后，巴克纳回到格伦莉莉。1895年，他是肯塔基州联邦参议员一职的4位候选人之一，另外3位分别是在任联邦参议员J·C·S·布莱克本（Joseph Clay Stiles Blackburn）、即将离任的州长约翰·Y·布朗和联邦众议员詹姆斯·B·麦克里:402。民主党因金银复本位的问题四分五裂:122。巴克纳倡导金本位，但大部分肯塔基州人都支持自由铸造银币:403。意识到自己获胜无望后，他于1895年7月退出了竞争:403。但退出后仍在州议会的全部134票中得到了9票支持:357。
1896年民主党全国大会在芝加哥举行，民主党人提名了威廉·詹宁斯·布莱恩竞选总统，并通过竞选纲领呼吁准许自由铸造银币。金本位派民主党人反对布莱恩和这一纲领，他们组建了新的党派（全国民主党，又名黄金民主党），巴克纳也选择加入。新党派在路易斯维尔召开州级大会，巴克纳在会上获提名为党派副总统候选人，并在印第安纳波利斯举行的党派全国大会上经全体一致同意获得提名。前北军将军约翰·帕尔默则是党派的总统候选人。:408-409
帕尔默和巴克纳之前都曾担任所在州的州长，并且都在这一期间获得了作风独立行政首脑的名声。由于双方在内战期间分属相互对抗的两个阵营，因此两人的共同竞选更能强调国家团结。包括《芝加哥纪事报》（Chicago Chronicle）、《路易斯维尔信使日报》、《底特律自由新闻报》（Detroit Free Press）、《里士满时报》（Richmond Times）和《新奥尔良花絮报》（New Orleans Picayune）在内的多家主要报纸都表示了对他们的支持。但是，两位候选人的年龄却成了一个重要的不利因素，当时帕尔默已经79岁，巴克纳73岁。此外还有些支持者担心，把票投给全国民主党最后只能是浪费了自己的选票，甚至让布莱恩当选的可能性更大。最终，帕尔默和巴克纳只获得了这场选举中刚刚超过1%的选票支持。

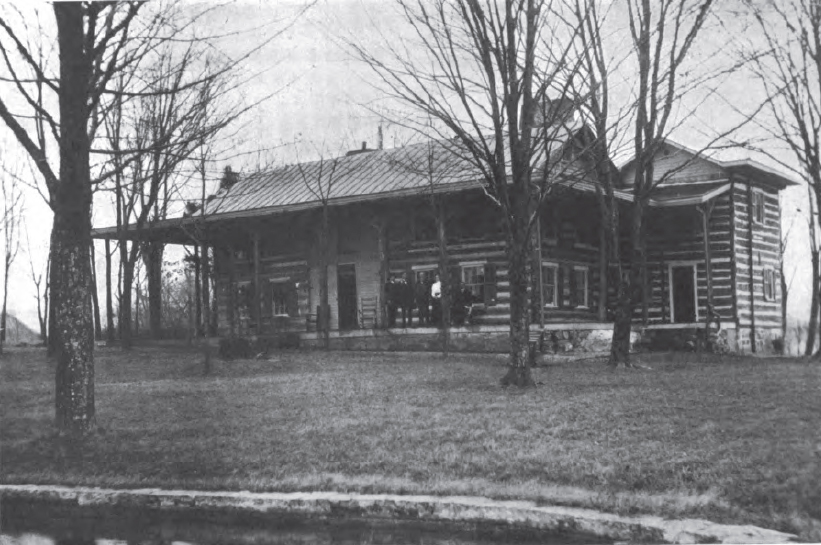
格伦莉莉，巴克纳在此出生，也在这里与世长辞。

竞选失败后，巴克纳回到格伦莉莉，但仍然在政界保持活跃。他一直声称自己是民主党人，但反对自己党派1899年州长候选人威廉·格贝尔打造的政治机器。1903年，他支持自己的女婿莫里斯·贝尔纳普竞选州长，对抗继任格贝尔州长职位的前副州长J·C·W·贝克汉姆。民主党人再度提名威廉·詹宁斯·布莱恩参加1908年总统大选，巴克纳公开支持布莱恩在普选中的对手，共和党候选人威廉·霍华德·塔夫脱，后者之后也成功当选。:416-421
巴克纳在80岁高龄时记下了5部莎士比亚的剧作，因为担心白内障会导致自己双目失明，但他的视力之后经过手术得以恢复:121。1904年造访白宫时，布克纳请求总统西奥多·罗斯福让自己唯一的儿子进入西点军校，罗斯福很快就答应了:420-421。他的儿子之后加入了美国陆军，并在冲绳岛战役中为国捐躯，成为第二次世界大战期间被敌军火力杀害的所有美国人中军衔最高的一位。
1908年，斯蒂芬·D·李（Stephen D. Lee）和亚历山大·P·斯图尔特（Alexander P. Stewart）分别谢世，巴克纳成为仅有的一位仍然在任的前邦联中将:421。次年，他到德克萨斯州探望自己驻守当地的儿子，还参观了自己以前参与过的美墨战争战场遗址:122。1912年，他的身体状况开始衰落:122。1914年1月8日，与尿毒症酸中毒搏斗了整整一个星期的西蒙·玻利瓦尔·巴克纳离开人世，享年90岁:122，身后遗骨下葬在法兰克福的法兰克福公墓。

## 扩展阅读
- Grant, Ulysses S. . Charles L. Webster & Company. 1885–1986  [2014-06-07]. ISBN 0-914427-67-9. （原始内容存档于2006-01-15）.
- Russell, Stephen. . Louisville, Kentucky: Chicago Spectrum Press. 2005: 463. ISBN 1-58374-120-8.; a fictionalized account of Buckner's life
- Warner, Ezra J. . Baton Rouge, Louisiana: Louisiana State University Press. 1959. ISBN 0-8071-0823-5.
- 本条目包含来自公有领域出版物的文本: Chisholm, Hugh (编).  (第11版). London: Cambridge University Press. 1911.